# Voluntaris Catalans en la Guerra de la Independència Croata
La companyia dels Voluntaris catalans (en croat: Katalonksi dragovoljci) fou una unitat militar que van lluitar a Croàcia com a voluntaris. Van lluitar una cinquantena de catalans i uns quants valencians segons l'UDDR (Associació de Voluntaris Estrangers a la Guerra de Croàcia).

## Història
Van ser presents primer al HOS Osijek (1991-1992) i després a la brigada 108 de l'HVO (entre 1992 i 1994), i al batalló Rafael Vitez Boban de Split (l'any 1995). També em confirma, aquest mateix testimoni, que també n'hi hagué en altres unitats regulars de l'exèrcit croat (HV), sobre tot l'any 1995 durant l'operació Oluja (Tempesta).
Tot i que el grau d'implicació d'aquests voluntaris en el conflicte va ser molt desigual. Alguns no participaren en els combats, cosa que pot explicar que no siguin comptabilitzats com a voluntaris, tot i que la diferència en les dades continua sent molt notòria.
Les motivacions per les quals aquests catalans van participar en aquesta guerra eren molt diverses i personals, però sembla que no eren econòmiques. El gruix més important estava vinculat a organitzacions d'extrema dreta espanyola, tot i que també n'hi havia de relacionades amb moviments ultradretans estrictament catalans. En altres casos, eren simplement aventurers. També, en alguns casos, la solidaritat amb la lluita d'una nació per la seva independència hi va tenir un paper important.